# Menesia flavotecta
Menesia flavotecta là một loài bọ cánh cứng trong họ Cerambycidae.